# Redacción

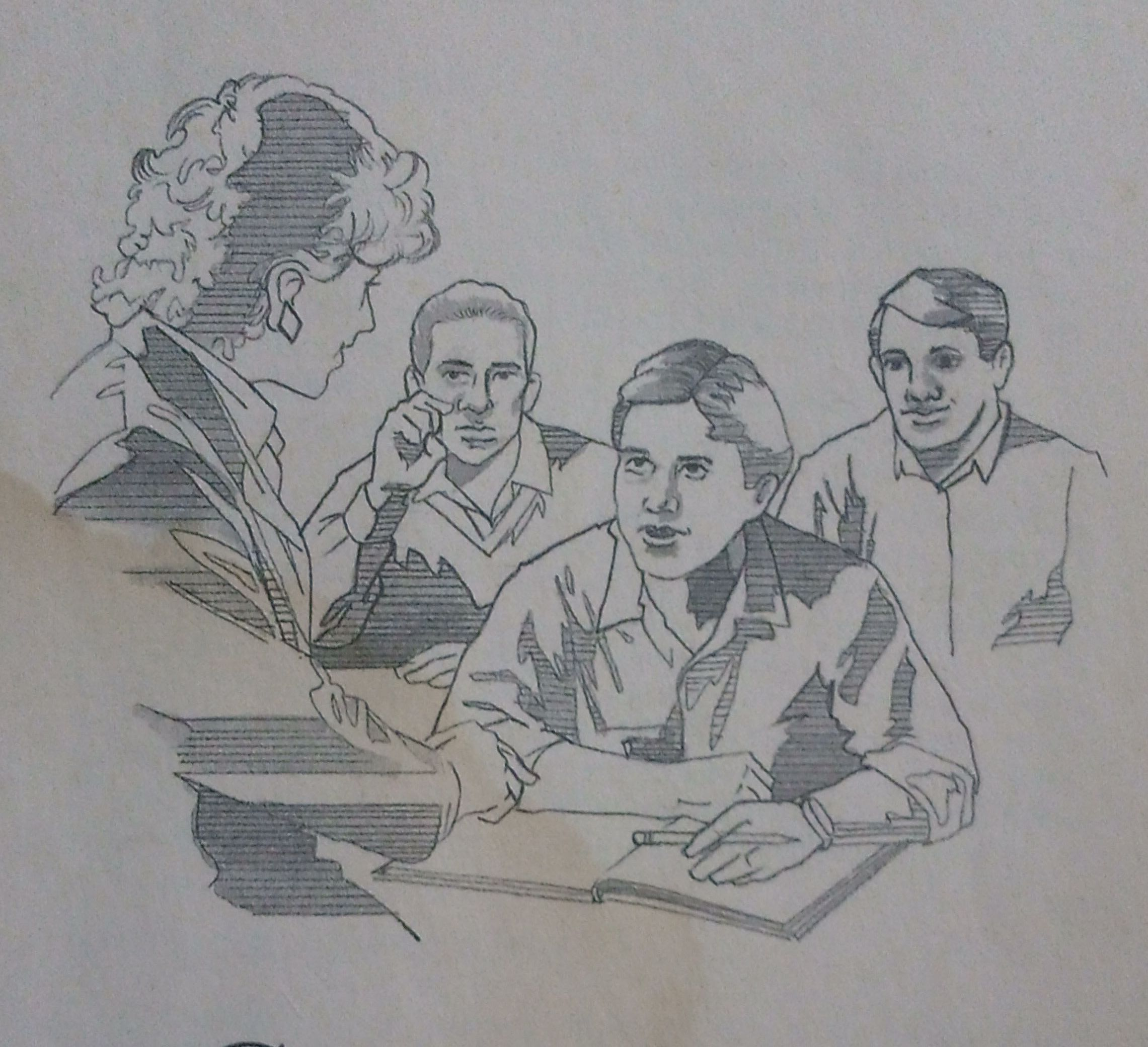
Aprendizaje sobre la redacción

La redacción es una forma de edición en la que se combinan (redactan) múltiples fuentes de textos y se modifican ligeramente para crear un solo documento. A menudo, este es un método para recopilar una serie de escritos sobre un tema similar y crear un trabajo definitivo y coherente. 
El término también puede usarse para describir la eliminación de parte del contenido del documento, por lo general reemplazándolo con rectángulos negros que indican la eliminación, aunque este uso no fue documentado por autoridades como el Oxford English Dictionary a 2016, aunque las ediciones anteriores solo daban esta definición. Por ejemplo, los documentos originalmente clasificados publicados bajo la legislación de libertad de información pueden tener información confidencial redactada de esta manera. Este uso se discute en el artículo sobre un nombre alternativo para esta práctica, la desinfección.

### ¿Qué es redactar?
Redactar es expresar mensajes mediante el lenguaje escrito. La clásica definición académica considera que es "poner por escrito cosas sucedidas, acordadas o pensadas con anterioridad". Hay diferencia entre redactar y componer, en la composición, los elementos se crean o se combinan a gusto, con entera libertad y con una dosis más o menos copiosa de la tan preciada originalidad. Se componen poemas, cuentos, relatos, novelas, ensayos, es indiscutible la calidad de obra de arte de la composición.

## Formas

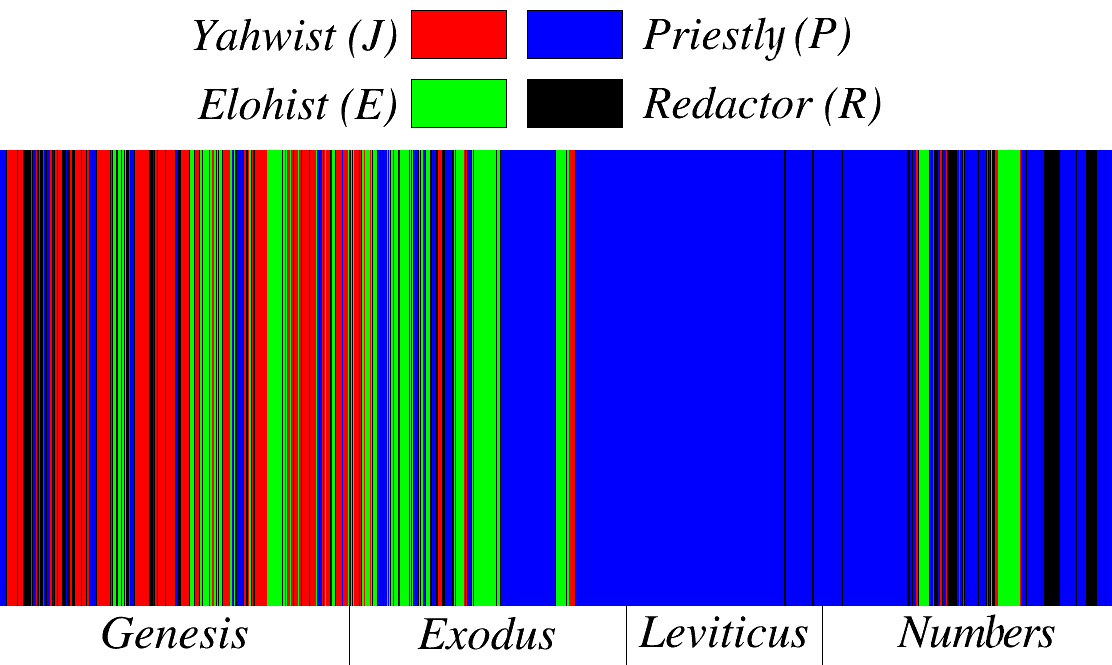
Posible distribución de materiales por fuente en el Antiguo Testamento, incluido un redactor (negro).

En ocasiones, las personas que realizan la redacción (los redactores) agregan elementos breves propios. Las razones para hacerlo son variadas y pueden incluir la adición de elementos para ajustar las conclusiones subyacentes del texto a la opinión del redactor, agregar elementos puente para integrar historias dispares, o el redactor puede agregar una historia marco, como la historia de Scheherezade que enmarca la colección de cuentos populares en El libro de las mil y una noches. 
Algunas veces los textos fuente están entrelazados, particularmente cuando se discuten detalles, cosas o personas estrechamente relacionadas. Esto es común cuando los textos fuente contienen versiones alternativas de la misma historia, y a menudo se hacen pequeñas modificaciones en esta circunstancia, simplemente para hacer que los textos parezcan estar de acuerdo, y por lo tanto el texto redactado resultante parece ser coherente. Tal situación es propuesta por la hipótesis documental, que propone que ocurrieron múltiples redacciones durante la creación de la Torá, a menudo combinando textos, que tienen actitudes y objetivos políticos rivales, juntos; Otro ejemplo es el Talmud. 
Los procesos de redacción están documentados en numerosas disciplinas, incluidas las obras literarias antiguas y los estudios bíblicos. Mucho se ha escrito sobre el papel de la redacción en la creación de significado para textos en varios formatos.

#### Necesidad de redactar bien

Expresar el mensaje en forma del habla

No es preciso ser "persona de letras" para tener necesidad de escribir bien, es decir, adecuadamente. La apalabra escrita es imperiosa en cualquier actividad moderna. La palabra distintivo humano es el instrumento específico de la expresión individual y la comunicación entre las personas. Este vehículo del lenguaje exterior (descarga o exteriorización del complicado lenguaje interior) puede ser manifestado en forma oral o escrita.
Cuando se utiliza el lenguaje escrito, se deben cumplir ciertos requisitos que no están disponibles en el lenguaje hablado. Lo anterior proviene la naturaleza de estas manifestaciones y el medio en que se desarrollan. Mientras que la expresión oral tiene acceso no sólo al lenguaje, a las propias palabras, sino también a otros medios como el tono de voz, los matices de énfasis, los movimientos corporales, los silencios importantes, el entorno o circunstancias externas del interlocutor, en definitiva, la posibilidad de repetición. , interpretación, extensión, silencio o sugerencia para promover la comprensión de acuerdo con las necesidades individuales del oyente, que no se presentan en expresiones escritas rígidas y colectivizadas.

##### Proceso de comunicación

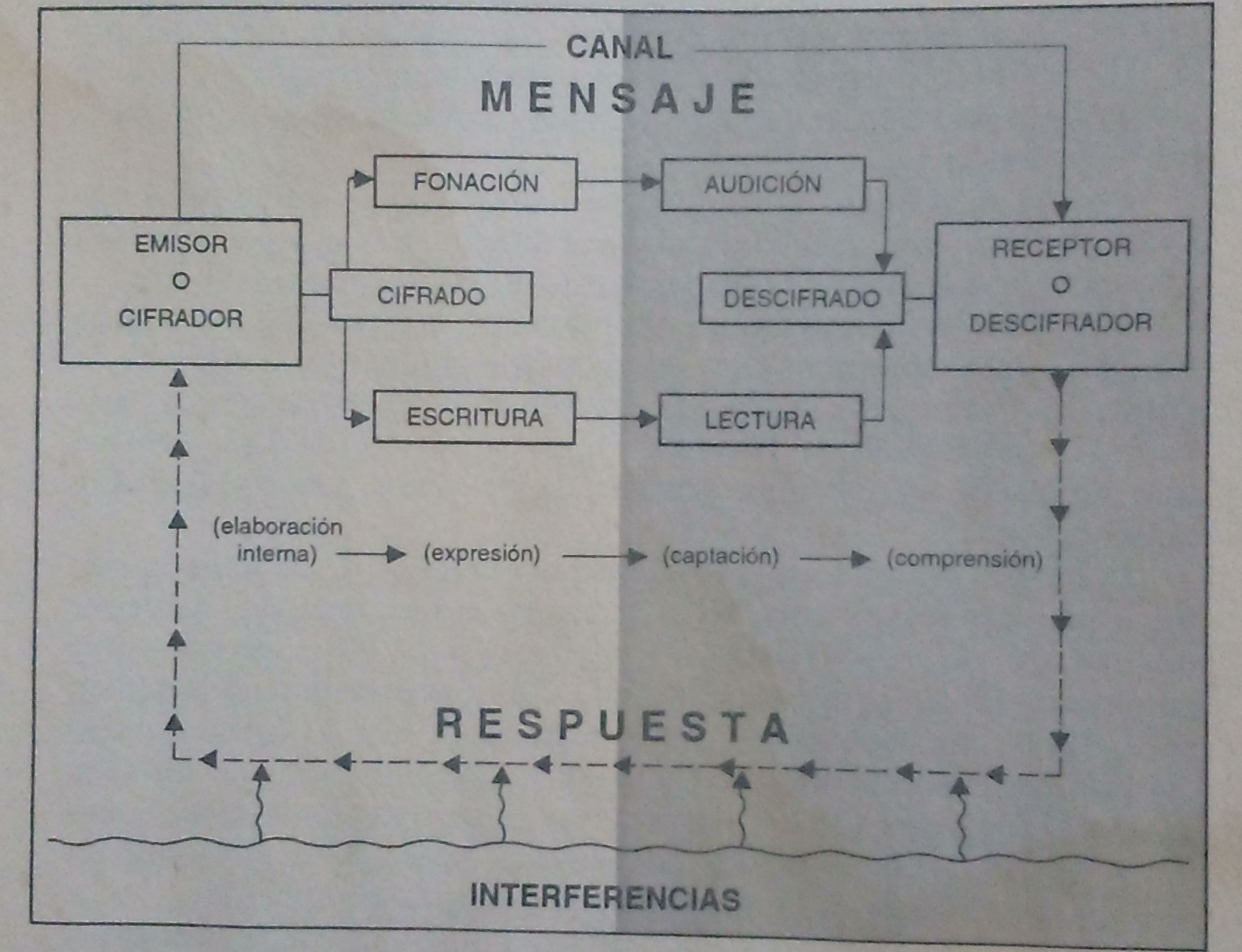
En síntesis es el proceso de comunicación

El proceso de comunicación es el siguiente:    
El emisor  (Hablante o escritor):
• Detallar internamente el mensaje a comunicar, guiado por propósito (Pensar, elegir, priorizar, decidir cómo expresarse).
• Cifrar mensajes usando código (es decir, idioma).
• Expresar información usando lenguaje hablado (vocabulario) o texto (gráficos) 
El receptor (Oyente o lector):
• Recibir información escuchando (escuchar) o mirando (leyendo).
• Descifrar el mensaje en el que se reproduce la intención del remitente, por comprensión.
• Responder a los mensajes recibidos de alguna manera (las respuestas no siempre son devuelto a emisor).